# Théophraste Renaudot
Théophraste Renaudot (Loudun, 1586-París, 25 d'octubre de 1653) va ser un periodista, metge i filantrop francès. Fou qui va originar la publicitat i la premsa francesa gràcies a dues creacions seves: el Bureau d'adresse (1629) i la Gazette, un diari hebdomadari (el 30 de maig del 1631). Fou a més metge ordinari del rei de França i va ser designat com a "comissari per als pobres del regne".

## Biografia
Théophraste Renaudot nasqué el 1586 a Loudun en una família modesta de la burgesia protestant de Loudun. Es quedà orfe d'hora, però pogué fer a desgrat d'això estudis de medicina. Va aprendre l'ofici amb els cirurgians més prestigiosos de París i de la Universitat de Montpeller, que en aquell temps era de les poques que acceptaven els protestants. Als 20 anys quan ja exercia com a metge viatjà per Itàlia, Alemanya i probablement Anglaterra.

## El Premi Renaudot
El 1925 es creà el Premi Renaudot, una mena de guardó que es lliura paral·lelament al Premi Goncourt, que porta el seu nom com a homenatge a la seva tasca important per a la premsa i la literatura.